# Ⱥ

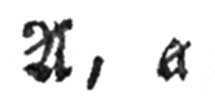
Písmeno Ⱥ ve stylu fraktury

Ⱥ (minuskule: ⱥ) je speciální znak latinky, který se nazývá přeškrtnuté A. Není příliš používaný, používá se pro zápisu dialektu saanich, což je dialekt jazyka indiánského kmene Sališů, v oblasti amerického státu Washington a kanadské provincie Britská Kolumbie. Má okolo 5 mluvčích. Norský spisovatel Kristian Kølle navrhl, aby se Ⱥ používalo také v norské abecedě, tento návrh ale neprošel. Ⱥ se také někdy používá v některých fonetických přepisech němčiny a v některých zápisech chinanteckých jazyků (jedna z jazykových rodin domorodých indiánských jazyků Mexika).

## Unicode
V Unicode mají písmena Ⱥ a ⱥ tyto kódy:
- Ⱥ: U+023A
- ⱥ: U+2C65